# Annette Kamp
Annette Kamp  er forsker i arbejdsliv. Siden 2005 har hun været ansat som lektor ved Roskilde Universitet,
og hun er ansvarshavende redaktør for Tidsskrift for Arbejdsliv.